# Franco Franchi
Franco Franchi (nacido Francesco Benenato; Palermo, Sicilia; 18 de septiembre de 1928-Roma, 9 de diciembre de 1992) fue un actor italiano. Junto con Ciccio Ingrassia formó parte del dúo de actores conocido como Franco y Ciccio, quienes rodaron 114 películas de género cómico.

## Filmografía parcial
- Appuntamento a Ischia (1961)
- Maciste contro Ercole nella valle dei guai (1961)
- I tre nemici (1962)
- 2 samurai per 100 geishe (1962)
- Avventura al motel (1963)
- La donna degli altri è sempre più bella (1963)
- I due mafiosi (1964)
- Due mattacchioni al Moulin Rouge (1964)
- Due mafiosi nel Far West (1964)
- Due mafiosi contro Goldginger (1965)
- Veneri in collegio (1965)
- Operazione Luna (1965)
- Dos contra Al Capone (1966)
- I due figli di Ringo (1966)
- Come rubammo la bomba atomica (1967)
- Franco, Ciccio e le vedove allegre (1968)
- Capriccio all’Italiana (1968)
- I due deputati  (1969)
- Franco e Ciccio … Guardia e ladro (1969)
- Franco e Ciccio sul sentiero di guerra (1970)
- I due maghi del pallone (1970)
- Ma che musica maestro! (1971)
- I due assi del guantone (1971)
- Farfallon (1974)
- The Exorciccio (1975)
- Il giustiziere di mezzogiorno (1975)
- Kaos (1984)